# Torre di comando
Una torre di comando è una piattaforma sopraelevata di una nave o di un sottomarino, spesso corazzata, dal quale l'ufficiale può dirigere il battello, per esempio, indicare la rotta al timoniere. È solitamente situata in alto per la ragione pratica che in tal modo consente di dare una buona visibilità al gruppo di comando.

## Navi di superficie

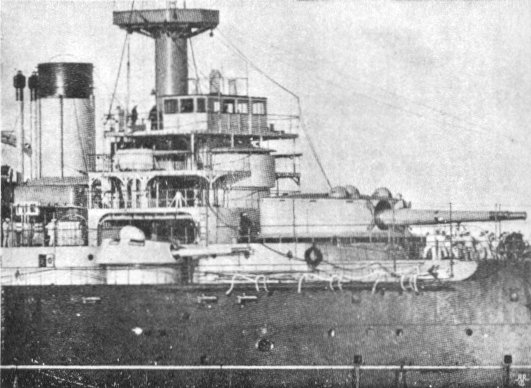
Vista del lato di dritta della torre di comando della nave da battaglia francese Suffren.

Sulle navi da guerra, la torre di comando fu una caratteristica comune di tutte le corazzate e incrociatori corazzati dal 1860 fino a tutta la prima guerra mondiale. A cominciare dalla fine degli anni trenta, quando il radar superò l'avvistamento visuale come metodo primario di rilevare altre navi, la torre di comando venne gradualmente rimpiazzata da una più moderatamente corazzata stazione di comando o ponte.
Nelle navi della Royal Navy la torre di comando fu una struttura massiccia del peso anche di centinaia di tonnellate, come sulle navi della classe Admiral, come l'Hood e come parte di una massiccia sovrastruttura corazzata alla fine degli anni venti, le navi della classe Nelson avevano una corazzatura spessa più di 300 mm.
La United States Navy aveva opinioni contrastanti sulla torre di comando, facendo notare che il suo peso, alto sopra il centro di massa della nave non contribuiva direttamente alla sua capacità combattiva. I progetti di navi da battaglia prima e durante la seconda guerra mondiale iniziarono a ridurre o eliminare la torre di comando. La battaglia navale di Guadalcanal rallentò per un breve tempo questa tendenza, quando la nave da battaglia giapponese Kirishima colpì la South Dakota sulla sovrastruttura molti marinai esposti morirono o rimasero feriti, ma il capitano nella torre di comando sopravvisse alla battaglia. Anche questa dimostrazione non arrestò la tendenza e ben presto la pesante torre di comando da corazzata fu rimossa dalle Tennessee, California e West Virginia, per essere rimpiazzata da una molto più leggera torre di comando simile a quella degli incrociatori.
Le navi della marina imperiale giapponese, sempre a partire dagli anni trenta, adottarono anch'esse una sovrastruttura simile, che prese il nome di albero a pagoda a causa della sua somiglianza con le tipiche pagode giapponese. Tali sovrastrutture erano però molto più alte delle torri di comando occidentali, ad esempio quella installata sulla corazzata Fusō raggiungeva i 40 m sopra la linea di galleggiamento.